# Dragon Ball Z: Hyper Dimension
Dragon Ball Z: Hyper Dimension (ドラゴンボールZ ハイパー ディメンション, Doragon Bōru Zetto Haipā Dimenshon) é o último jogo de luta de Dragon Ball Z lançado para o Super Nintendo. Foi lançado no Japão em 29 de março de 1996, e na França e na Espanha em dezembro de 1996. A versão japonesa do jogo possui um modo história que começa a partir da Saga Freeza e termina na Saga Majin Boo. A quantidade de vida dos personagens é medido por um sistema de números, que pode ser carregado em qualquer momento durante o jogo. Durante a luta é possível os oponentes bater um ao outro para outros campos de batalha.

## Personagens
- Son Goku
- Vegeta
- Son Gohan
- cell
- Piccolo
- Vegetto
- Freeza
- Fat Boo
- Kid Boo
- Gotenks